# Paul Albrecht (Politiker, 1902)
Paul Albrecht, Pseudonym Karl Keiderling, (* 7. Februar 1902 in Erfurt; † 22. Mai 1985 in Halle (Saale)) war ein deutscher Politiker (KPD, SED) und Gewerkschafter (FAUD, DMV, RGO, EVMB, FDGB).

## Leben

### Weimarer Republik und Zeit des Nationalsozialismus
Paul Albrecht wurde als Sohn eines Arbeiters und einer Wäscherin geboren. Er besuchte die Volksschule in Erfurt. Anschließend erlernte er den Beruf des Werkzeugschlossers. Nach der Beendigung seiner Lehre 1919 trat Albrecht dem DMV und der Unabhängige Sozialdemokratische Partei Deutschlands (USPD) bei. In den folgenden Jahren arbeitete er in Betrieben in Erfurt und Berlin. Seit 1920 engagierte sich Albrecht in der proletarischen, insbesondere anarcho-syndikalistischen Jugendbewegung. 1920 beteiligte er sich am Kampf gegen den Kapp-Putsch.
In der Weimarer Republik stand Albrecht zunächst den Ideen des Anarchismus und des Anarchosyndikalismus nahe. Zeitweise gehörte Albrecht einem Berliner Anarchisten-Kreis an, in dem unter anderem auch Erich Mühsam und Herbert Wehner verkehrten und in dem er seine spätere Ehefrau Liesel Albrecht (1903–1990) kennenlernte. 1921 trat er in die Freie Arbeiter-Union Deutschlands (FAUD) ein und aus dem DMV aus. Unter dem Pseudonym „Karl Keiderling“ veröffentlichte er in der Zeitschrift Junge Anarchisten. Obwohl Albrecht zu dieser Zeit „feurig von der freien Liebe und dem Tod der Ehe“ predigte, heiratete er Liesel, als diese schwanger wurde. Von Kritikern und Freunden wurde er daraufhin spöttisch „Sittenpaul“ genannt. Zwar wurde die Ehe später wieder geschieden, beide blieben einander jedoch freundschaftlich verbunden. Dies ist etwa in dem Umstand dokumentiert, dass Liesel Albrecht, die nach der Scheidung den Namen ihres Ex-Mannes beibehielt, während der Nazizeit verbotene Flugschriften und Bücher für ihn in ihrer Wohnung aufbewahrte.
In der Gewerkschaft wurde Albrecht bald Funktionär. Von 1925 bis 1930 war er in den Norddeutschen Kabelwerken in Berlin-Neukölln als Betriebsrat tätig. Zeitweise war er Vorsitzender der Arbeitervertretung. 1927 trat Albrecht aus der FAUD aus, zwei Jahre später in die KPD ein. Entscheidenden Einfluss darauf, dass Albrecht vom Anarcho-Syndikalisten zum Kommunisten wurde, hatte Walter Ulbricht, auf dessen Initiative hin Albrecht als gewählter Vertreter der 4. Arbeiterdelegiertenkonferenz in die Sowjetunion nach Moskau reiste. Nach dem großen Metallarbeiterstreik im Spätherbst 1930 wurde er gemaßregelt, woraufhin er in Berlin Organisationsleiter der RGO wurde. Ende 1932 löste Albrecht den bisherigen RGO-Bezirksleiter Erich Gentsch ab und bekleidete dessen Funktion bis Anfang 1933.
Im November des Jahres 1932 wurde Albrecht als Abgeordneter der KPD für den Wahlkreis 2 (Berlin) in den Reichstag gewählt. Bereits einen Monat später, im Dezember 1932, schied Albrecht aus dem Reichs-Parlament aus, um ins preußische Landesparlament, den Preußischen Landtag, zu wechseln. Albrechts Mandat für den Reichstag wurde danach von seinem Parteigenossen Karl Elgas fortgeführt. Im März 1933 errang er erneut ein Mandat im Preußischen Landtag für die KPD, konnte dies jedoch angesichts der Verfolgung durch die Nationalsozialisten nicht mehr antreten. Zum Zeitpunkt der Wahl befand sich Albrecht bereits in Haft.
In der Nacht des Reichstagsbrandes vom 27. auf den 28. Februar 1933 wurde Albrecht in "Schutzhaft" genommen und in einem Lager in Berlin-Spandau interniert, ehe er am 1. Juni 1933 ins KZ Sonnenburg verschleppt und ein halbes Jahr lang festgehalten wurde. Danach kam er vorerst frei, wurde aber fortan und für den Rest der NS-Zeit unter ständige Polizeiaufsicht gestellt. Arbeit fand er in einer Berliner Firma als Werkzeugmacher. 1937 verhaftete ihn die Gestapo erneut, misshandelte ihn schwer und hielt ihn einen Monat lang im KZ Sachsenhausen gefangen.
In seinem Buch „Fälschung und Instrumentalisierung antifaschistischer Biographien“ geht Frank Hirschinger davon aus, dass Albrecht damals dem Kommunismus abschwor und zum Opportunisten wurde. Unbestritten ist, dass Albrecht 1938 im Rahmen eines Sorgerechtsstreits mit Liesel Albrecht einen Brief an das Amtsgericht Berlin schrieb, in dem es heißt: „Jawohl, ich habe vor 1933 eine andere politische Einstellung gehabt. Als der Führer aber den früheren Gegnern die Hand zur Versöhnung anbot, habe ich mich ihm dankbar und ehrlich überzeugt angeschlossen“. Außerdem beschuldigte er seine Ex-Frau der „Rassenschande“. Dass Albrecht den Brief nach einer langen Verhörung und in der Angst vor einer erneuten Inhaftierung im KZ schrieb, bleibt bei Hirschinger jedoch unerwähnt.
Als Albrechts Wohnung 1943 durch einen Luftangriff zerstört worden war, ging seine neue Frau zu Verwandten nach Genthin. Im Februar 1945 floh auch Albrecht aus Berlin und zog seiner Frau nach. In Genthin wurde er von Anwohnern bis zum Einmarsch der Roten Armee am 6. Mai 1945 versteckt.

### Sowjetische Besatzungszone und Deutsche Demokratische Republik (1945 bis 1985)
Nach dem Krieg, am 20. Mai 1945, wurde Albrecht vom Kreiskommandanten der Roten Armee im Landkreis Jerichow II, Oberstleutnant Chernow, zum Bürgermeister der Stadt Genthin ernannt. Einige Wochen später, am 19. August, wurde er mit dem Amt des Landrates des Kreises Jerichow II, der 88 Dörfer und die beiden Städte Jerichow und Genthin umfasste, betraut. Albrecht, der im Februar 1945 „illegal“ aus Berlin nach Genthin gekommen war, gelang es dabei, zuerst den von den Sowjets eingesetzten Bürgermeister Müller, später den Landrat Kinne bei den Besatzern derart zu diskreditieren, dass beide abgelöst wurden. Zunächst wurde Albrecht Bürgermeister und der Kommunist Dr. Meyer Landrat. Albrecht beklagte, dass Meyer „seinen Aufgaben nicht gewachsen“ war. So wurde Paul Albrecht selbst Landrat und war gegenüber den Russen für die Durchführung der Bodenreform verantwortlich. Sein Nachfolger als Bürgermeister von Genthin wurde Gustav Dittmann, sein Stellvertreter als Landrat zunächst Kurt Hempel und dann August Langnickel.
In Landkreis Jerichow II leitete Albrecht 1945 die Sicherstellung der Nahrungsmittelversorgung der einheimischen Bevölkerung und der zahlreichen mit dem Kriegsende dort gestrandeten Flüchtlinge. In den folgenden Jahren koordinierte er außerdem die Durchführung der sozialistischen Bodenreform im Kreis. Auf Albrechts Initiative hin entstand im Landkreis eine Jugendbrigade, die die Umsetzung der Bodenreform unterstützte. Unter seiner Führung wurden in Jerichow II 45.820 ha Land enteignet und unter 7.123 Familien aufgeteilt, unter diesen auch 3.391 Neubauern. Ferner ließ Albrecht landwirtschaftliche Maschinen und Geräte beschlagnahmen und umverteilen. Im Gegensatz zu diesen Requirierungsmaßnahmen wirkte Albrecht zu dieser Zeit auch auf die Erhaltung bestehender Strukturen hin: Im Juli 1945 gelang es ihm etwa, die vollständige Demontage des Henkelwerkes durch die Sowjetische Militäradministration in Deutschland erfolgreich zu verhindern.
Über Albrechts Vorgehen fällte Genthins Stadtarchivar John Kreutzmann 2006 das folgende sarkastische Urteil: „Landrat Albrecht war mehr als fleißig“. Er habe sogar veranlasst, dass eine Gutsbesitzerin, die sich weigerte, ihr Haus zu verlassen, in ihrem Bett abtransportiert wurde. Albrecht erreichte bei der sowjetischen Besatzungsmacht zudem, dass der Gutsbesitzer von Jerchel enteignet wurde, für den der Präsident der Provinz Sachsen, Dr. Hübener, eine Ausnahme erreichen wollte. Er betrieb rücksichtslos den Abriss von Gutshäusern und Schlössern, auch wenn der Landeskonservator für sie als kulturhistorisch wertvoll kämpfte. Selbst beim Herrenhaus in Milow entschied Albrecht den Abbruch, obwohl die Gemeinde es als Schule nutzen wollte. Bis 1949 verschwanden im Kreis Jerichow II auf diese Weise 16 Bauten. Während Albrecht Gutsbesitzer verjagte und ihre Gebäude als Steinbrüche freigab, beschreiben Zeitzeugen, wie er selbst eine „Herrenmentalität“ entwickelte. Demnach ließ sich Albrecht in einer Zeit strengster Lebensmittelrationierung jede Woche von der Molkerei Kleinwusterwitz ein Kilogramm Butter „für privat“ kommen. Auch erzählt man sich in Genthin bis heute, dass Albrecht eine Gruft auf dem Genthiner Friedhof räumen ließ, um dort seine Tochter zu bestatten. Diese Erzählungen halten jedoch einer tieferen Prüfung nicht stand.
1949 stieg Albrecht zum Ministerialdirektor im Innenministerium des Landes Sachsen-Anhalt in Halle (Saale) auf. In einer Kurzbiografie von John Kreutzmann über Albrecht heißt es: „Einige Jahre später übernahm er eine Tätigkeit im Bezirksvorstand des FDGB in Halle, wobei die Gründe für sein Ausscheiden aus der Landesregierung dunkel blieben. Viele seiner späteren Schilderungen sind mit Widersprüchen behaftet und halten einer tieferen Prüfung nicht stand“. Fakt ist, dass die Sowjetische Kontrollkommission (SSK) 1951 zur Einschätzung gelangte, dass Paul Albrecht ein „schlimmer Verbrecher“ gewesen sei, der Antifaschisten an die Gestapo ausgeliefert habe. Dabei hatte Albrecht zwar seine Frau und weitere Kommunisten in Gefahr gebracht, Beweise für deren Verhaftungen existieren aber nicht. Jedenfalls wurde Albrecht 1951 aus der SED ausgeschlossen und aus dem Innenministerium entlassen. Vordergründig kündigte er jedoch zum 31. August wegen seiner Erkrankung an Tuberkulose.
Albrecht übte im Folgenden Selbstkritik und bemühte sich um seine politische Rehabilitierung, indem er für die „Zersetzung meines proletarischen Klassenbewusstseins“ den kleinbürgerlichen Anarchismus verantwortlich machte. 1957 wurde er schließlich wieder in die SED aufgenommen. Zu seinem 80. Geburtstag 1982 erhielt Albrecht die Ehrenspange zum Vaterländischen Verdienstorden in Gold, weil er, so die Begründung, „in den Jahren von 1924 bis 1945 eine unermüdliche politische Arbeit unter den werktätigen Massen geleistet und die Ziele der KPD vertreten“ habe. In den letzten Jahren seines Lebens litt Albrecht an einem schweren Herzleiden und war fast vollständig erblindet.
Während Frank Hirschinger und John Kreuzmann Albrecht als Opportunisten und Machtpolitiker beschreiben, begreift der Sozialwissenschaftler Christoph Gollasch Albrechts vielfältiges Leben und politisches Engagement als sinnbildhaft für Albrechts Generation und als Produkt des linksradikalen Proletariats im Berlin der Weimarer Republik.

## Schriften
- Geschlechtsnot der Jugend, 1926.
- Freiheit der Liebe, o. J. [ca. 1926]
- Biographie und Eigenbericht, Ms. 1982. (Privatdruck vorhanden im Kreismuseum Genthin)
- Auf dem Wege zur revolutionären Arbeitereinheit, 1984.